# Maison d'enfants de Sèvres
La Maison d'enfants de Sèvres fut fondée en 1941 par Yvonne et Roger Hagnauer dans une grande propriété sans style qui, jusqu'à la guerre, abrita une communauté religieuse. Sous l’égide du Secours national (Entraide française), elle était, à l'origine, destinée à héberger des enfants de la région parisienne victimes des restrictions alimentaires. Mais elle a évolué sous l’influence de sa directrice, Yvonne Hagnauer (« Goéland »), en refuge pour les enfants victimes de la guerre et des persécutions politiques.

## Histoire
Au cours des années 1942, 1943, 1944, elle a abrité jusqu'à plus de soixante enfants admis clandestinement, cependant que leurs parents subissaient la proscription et la déportation. La Maison fut rattachée aux services de l’enseignement de la Seine en 1949.
En 1951, elle comptait cent trente enfants en moyenne, garçons de 3 à 12 ans, filles de 3 à 17 ans : enfants de déportés raciaux et politiques, orphelins de guerre, orphelins de père et/ou de mère, enfants de mères abandonnées, enfants de familles sinistrées, enfants de ménages dissociés, enfants en danger moral dans leur famille, enfants de familles ouvrières dont les conditions matérielles d'existence contrarient le développement normal (familles nombreuses, au logement insuffisant, par exemple), enfants présentant des troubles de l'émotivité provoqués par les événements de guerre. La Maison de Sèvres n'était pas « spécialisée », comme l’étaient la plupart des centres créés pour le sauvetage des victimes de la guerre. 
En novembre 1958, la Maison emménagea au Château de Bussière. Yvonne Hagnauer la dirigea durant 29 ans, jusqu’en septembre 1970. La Maison continua sous la direction d'« Orchidée » (de 1970 à 1990). Au cours de cette période, l'internat et le collège furent rattachés au département des Hauts-de-Seine.
Au fil des années, les sections professionnelles furent supprimées ; puis les classes maternelles, puis les classes élémentaires. En 2006, l'enseignement ne se fit plus sur place mais au collège Saint-Exupéry de Meudon. L'effectif d'enfants accueilli fut systématiquement réduit (suppression des 6e, puis des 5e, puis des 4e). L'internat accueillant 12 élèves de 3e a été définitivement fermé fin juin 2009. 
La Maison d'enfants de Sèvres aura fonctionné de l'été 1941 à l'été 2009.

## Pédagogie
L'équipe responsable de la Maison, animée par « Goéland », a voulu appliquer des formules nouvelles de gestion et d'éducation en créant un climat favorable à la réadaptation intellectuelle, physique et morale d'enfants qui avaient grandi dans les privations, le malheur et la haine. S'agissant d'un internat, à côté des enseignants, le rôle des monitrices et des personnels de service était particulièrement important.
Ces enfants étaient répartis en : 
- Jardin d'enfants (de 3 à 5 ans) ;
- Équipe enfantine (de 6 à 8 ans) ;
- Équipes moyennes (de 9 à 11 ans) ;
- Grandes équipes, avec deux embranchements : l'un pour les études modernes (6e, 5e, 4e et 3e modernes) ; l'autre pour le C. E. P., et la formation professionnelle (couture, tissage).

La plupart des membres de l'équipe d'institutrices avaient déjà expérimenté les « méthodes nouvelles » dans le cadre de leur vie scolaire antérieure, mais à Sèvres, elles étaient décidées à réduire les contraintes, à libérer le plus possible leurs enfants dans le cadre familial du home ; tout de suite se posa le problème du choix des méthodes.
L'École maternelle française, avec sa souplesse, sa connaissance de l'enfant, le travail acharné de ses membres, servit de base à l'enseignement des tout-petits.
Par la place donnée à l'observation, à l'activité, l’équipe se sentait très proche d’Ovide Decroly dont les travaux étaient connus et qui inspira fréquemment l'organisation matérielle même de la Maison. Cependant, les centres d'intérêt proposés par les adultes et choisis par les enfants furent toujours assez souples pour rester dans le champ des programmes de l'enseignement primaire.
Les techniques qui sont propres à toutes les écoles nouvelles — imprimerie, pipeau, chant choral, tissage, danse, tournage, décoration, dessin, modelage, linogravure, marionnettes, etc. — considérées non comme une « fin », mais comme « moyens d’expression » propres à maintenir chez l'enfant le sens de la création et le désir de l'expression libre, étaient utilisées.
Mais aussi les marionnettes, remarquable moyen d'expression et d'évasion. De la petite classe à la 6° moderne, il s'agit de choisir le thème, de dessiner les décors, de réaliser et d'animer les marionnettes. Protégé du public par le castelet, l'enfant le plus timide, le plus méfiant, le plus hostile même, se livre, se découvre, joue son propre jeu par le « truchement » de sa marionnette.
Dans l’atelier d’imprimerie de la Maison, on compose le journal « Voile au Vent ». Dans l’atelier de tissage, les élèves apprennent à tisser, se documentent, interprètent, souvent imaginent et tissent leurs propres compositions, écharpes, nappes, métrage de tissu. Dans l’atelier de céramique, on tourne, émaille, décore et cuit des poteries qui, grâce au concours d’un artisan potier, marient les exigences de l’art moderne aux traditions de la Grande Manufacture voisine.
Ces activités sont un précieux support aux méthodes d’« École Nouvelle » dans la mesure où elles deviennent un facteur d’éducation et non un aboutissement. Parlant, travaillant, dansant ou jouant, les enfants échappent à l’automatisme du dressage savant et apprennent l'exactitude, la rigueur et la curiosité intellectuelle dans la pratique de leurs activités. Leur spontanéité rayonne et éclate dans la joie de la liberté conquise.
L’internat et la vie en « communauté » permirent de développer par l’action, le sens de la liberté et le sens des responsabilités individuelles et collectives. La coopérative scolaire, gérée et administrée par les enfants, constitue un élément important de cette éducation morale et sociale.
Mais à Sèvres, la vie collective ne se limite pas à l’activité scolaire ; c’est toute la Maison qui est la propriété commune, c’est du lever au coucher, une multitude de services qui conditionnent le fonctionnement de la Maison et les mouvements de toute la collectivité. Les enfants ont la charge de ces services, sous leur responsabilité, et la liste en est assez longue : les enfants sont chargés de l’entretien des animaux (perruches, pigeons, tourterelles, cochons d’Inde, tortues, lapins, colombes d’Australie, grillons, têtards, etc.). Leur observation est la base d’initiation aux sciences naturelles, l’élevage développe cet élément fondamental de la morale sociale : le respect de la vie et l’amour de l’œuvre de la nature. C’est ainsi que les filles et les garçons collaborent à la toilette des « petits », préparent les tartines beurrées du petit déjeuner, procèdent au lavage de la vaisselle, au nettoyage des salles à manger, quand ils ne complètent pas les repas par les produits de leur propre jardin.
Toutes les équipes organisent ces services par roulement, élisent des délégués. Mais les deux plus grandes équipes, garçons et filles de 12 à 18 ans, ont constitué un véritable « self-government » avec règlement élaboré en commun, conseil élu, commissaires aux charges diverses. Le conseil se réunit régulièrement pour tout ce qui intéresse la Maison et notamment chaque fois qu’un acte répréhensible a été commis par l’un des enfants, et propose aux adultes de la Maison sanctions et réparations. Ici la décision comporte obligatoirement une action à effets immédiats et la sanction s’insère dans la vie collective comme une réparation naturelle.
À la Maison d’enfants de Sèvres, « l’École nouvelle » a permis d’accéder aux examens et concours en temps utile, pourvu que l’enfant ait une fréquentation scolaire normale : le système de l’individualisation du travail et des fiches permet aux plus doués de brûler les étapes et de réussir plus vite que les autres.
Au sein d’une société où l’homme est plus écrasé que libéré par le progrès des techniques, il importe de ne pas le désadapter encore, estimait sa directrice. Il faut lui donner, au départ, les moyens de s’insérer dans la catégorie sociale à laquelle son niveau culturel et professionnel lui donnent droit. L'école publique, laïque, de « la Maison de Sèvres » suivait les programmes officiels et se devait de présenter les élèves aux examens correspondants, C.E.P., Brevet, C.A.P.. Les enseignants étaient inspectés comme n'importe lesquels de leurs collègues des écoles publiques, cours complémentaires et techniques.
Les fortes personnalités de nombreux « grands amis » de la Maison de Sèvres — le mime Marceau, Madeleine Carroll, Lotta Hitschmanova, Paul-Émile Victor, Raymond Pédrot, Justin Godart — complétèrent, comme modèle d'adulte, celles de Victor Gambau, M. Marie, M. Noël, et tant d'autres, que les enfants fréquentaient au quotidien. Il faut aussi noter la présence efficace du premier au dernier jour de Roger Hagnauer (« Pingouin »), lui-même professeur de Cours complémentaire, et époux de la directrice.

## Hommages
La maison des enfants de Sèvres est au centre de la bande dessinée La Guerre de Catherine, scénario de Julia Billet, dessins de Claire Fauvel, Paris, Éditions Rue de Sèvres, 2017, 164 p.   (ISBN 978-2-36981-362-0), inspiré du roman éponyme  écrit par Julia Billet et publié par l’École des loisirs en 2012. À la fin de l’album, une double page (texte et photos) présente la maison de Sèvres.
En 2021, Michel Leclerc sort le documentaire Pingouin et Goéland et leurs 500 petits consacré à Roger et Yvonne Hagnauer et à la maison d'enfants de Sèvres. Pendant la seconde guerre mondiale, la mère de Michel Leclerc, fille de déportés, a été accueillie à la maison d'enfants de Sèvres, où elle a été conduite par Marcel Marceau.